# Marina da Glória
De Marina da Glória in de wijk Glória van Rio de Janeiro is een jachthaven aan de mond van de baai van Guanabara. De jachthaven met 300 ligplaatsen ligt vlak naast het Parque do Flamengo, de aeroporto Santos Dumont en het Museu de Arte Moderna.
Bij de Olympische Spelen van 2016 en de Paralympische Zomerspelen 2016 wordt het complex de locatie voor zeilen op de Olympische Zomerspelen en zeilen op de Paralympische Zomerspelen.